# Bengal
Pour les articles ayant des titres homophones, voir Bengale.

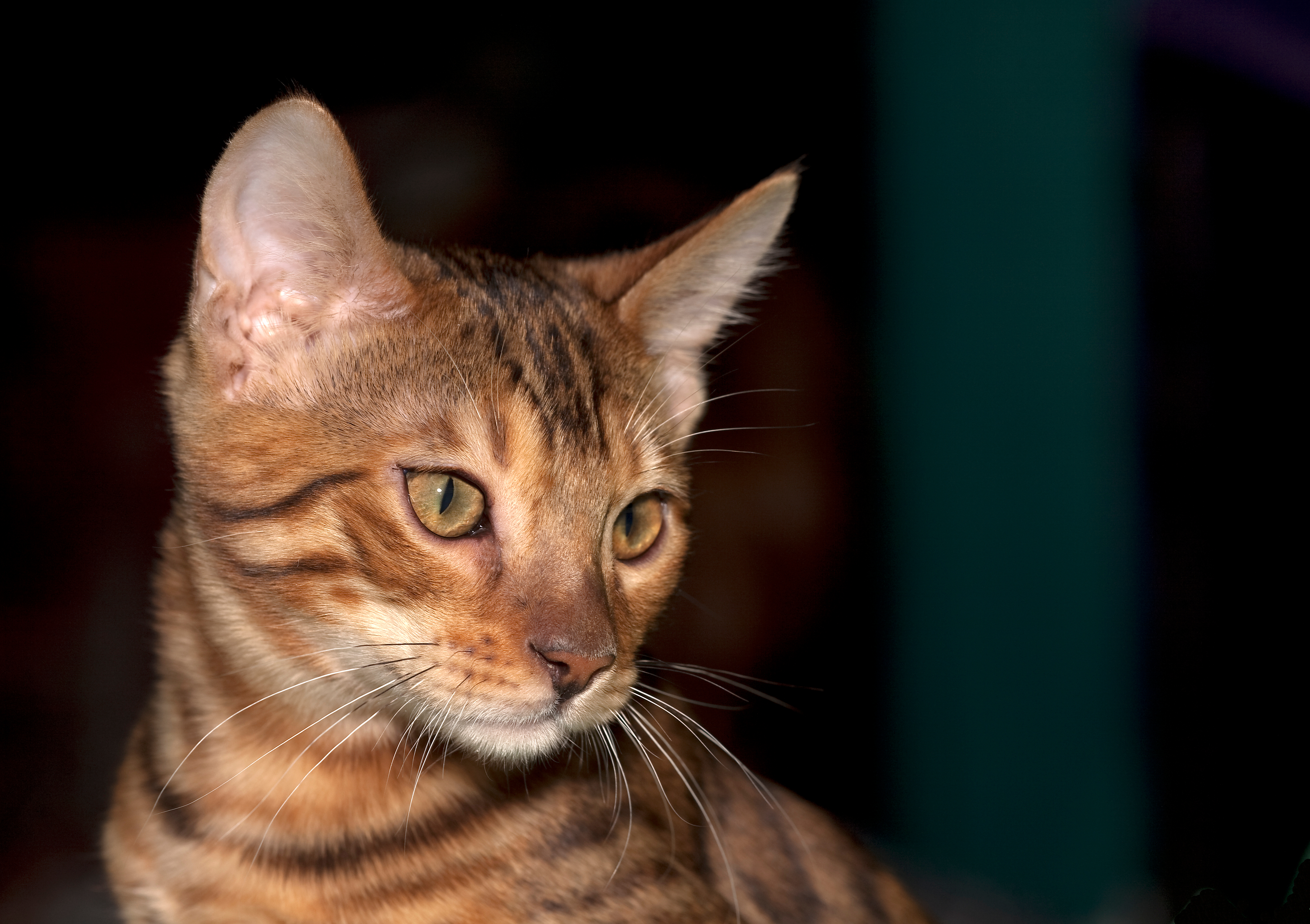
Jeune chat bengal

Le bengal est une race de chat originaire des États-Unis. Cette race de taille moyenne à grande, par rapport aux autres chats, se caractérise par sa fourrure ressemblant à celle du Chat léopard du Bengale, une espèce de chat sauvage dont il est issu, par croisement avec des chats domestiques. Le bengal a une durée de vie entre douze et seize ans.

## Historique

### Origines

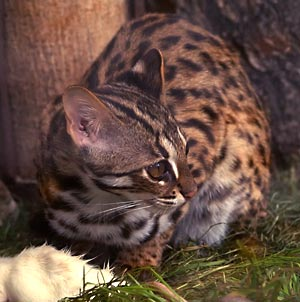
Un Chat-léopard (Prionailurus bengalensis)

Le bengal résulte du croisement entre un chat domestique et le  chat-léopard (Prionailurus bengalensis), petit félin sauvage que l'on trouve en Asie et en particulier dans la province du Bengale,. C’est en 1963 que pour la première fois on croisa chat domestique et félin sauvage. C'est une américaine, Jean S. Mill, généticienne, qui réalisa le croisement et choisit un chat noir de la race american shorthair,.
De ce croisement sont issus les hybrides dits « F1 » (1re génération) puis « F2 » (2e génération), chats mi-sauvages. Les chats de race bengal dit « domestiques » appartiennent au minimum aux 4e et 5e générations. Ils peuvent alors participer à des concours ou expositions et être vendus à des particuliers.
Depuis 1963, un travail de sélection a eu lieu pour garder l'apparence sauvage du Chat léopard du Bengale mais en ayant le caractère de chat domestique. Jean S. Mill fut aidée par l’Université de Davis en Californie qui lui fournit huit femelles issues d’un même croisement et qui étaient destinées à la recherche sur la leucose féline. Il y eut également des croisements avec le mau égyptien, le burmese et le siamois dans le but de fixer certaines caractéristiques physiques et de ne pas tomber dans une trop forte consanguinité. Il fallut attendre 1985 pour que Jean S. Mill puisse présenter un de ses chats en exposition. Le succès est immédiat et la TICA reconnaît rapidement la race en tant que « nouvelle race » en 1986 et l’autorise à accéder au championnat en 1991.
Entretemps, en 1989, le premier bengal arrive en France, directement importé de l’élevage de Jean S. Mill. Il s’agit d’une femelle et rapidement trois mâles la rejoignent. La première portée française naît en 1993 et l’élevage français du bengal démarre. Le LOOF reconnaît la race quelques années plus tard, en 1997. L’Angleterre accueille ses premiers bengals en 1991. En 2009, la CFA ne reconnaît pas encore la race tandis que la FIFé l'a fait récemment. Désormais, les croisements avec des Chats léopards du Bengale ne sont plus autorisés.

### Popularité
En 2009, le bengal connaît un fort succès. Alors qu’il n’entrait pas encore dans les 10 races préférées des Français en 2003, il se retrouve à la huitième place en 2007, devant le siamois et le ragdoll. La même année, en Angleterre, il se retrouve à la troisième place avec presque 3 000 bengals enregistrés. C’est aussi une des races les plus représentées à la TICA.  

## Standards

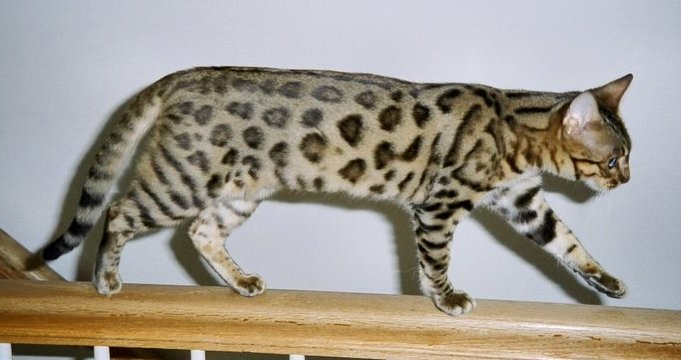
Chat Bengal montrant les motifs typiques de la race. Les taches en rosette se forment seulement sur le revers et les côtés, avec les stries ailleurs.

### Corps
Le bengal a un corps athlétique, long, à l'ossature robuste et du type plutôt médioligne. Sa forte musculature doit être visible. Ses pattes sont d’une longueur moyenne et comme pour le reste du corps, elles doivent être musclées et robustes. Ses pieds sont grands et ronds avec des doigts proéminents. La queue est d’une longueur moyenne, assez épaisse à la base et ne s’affinant que très peu vers l’extrémité qui est arrondie.

### Tête

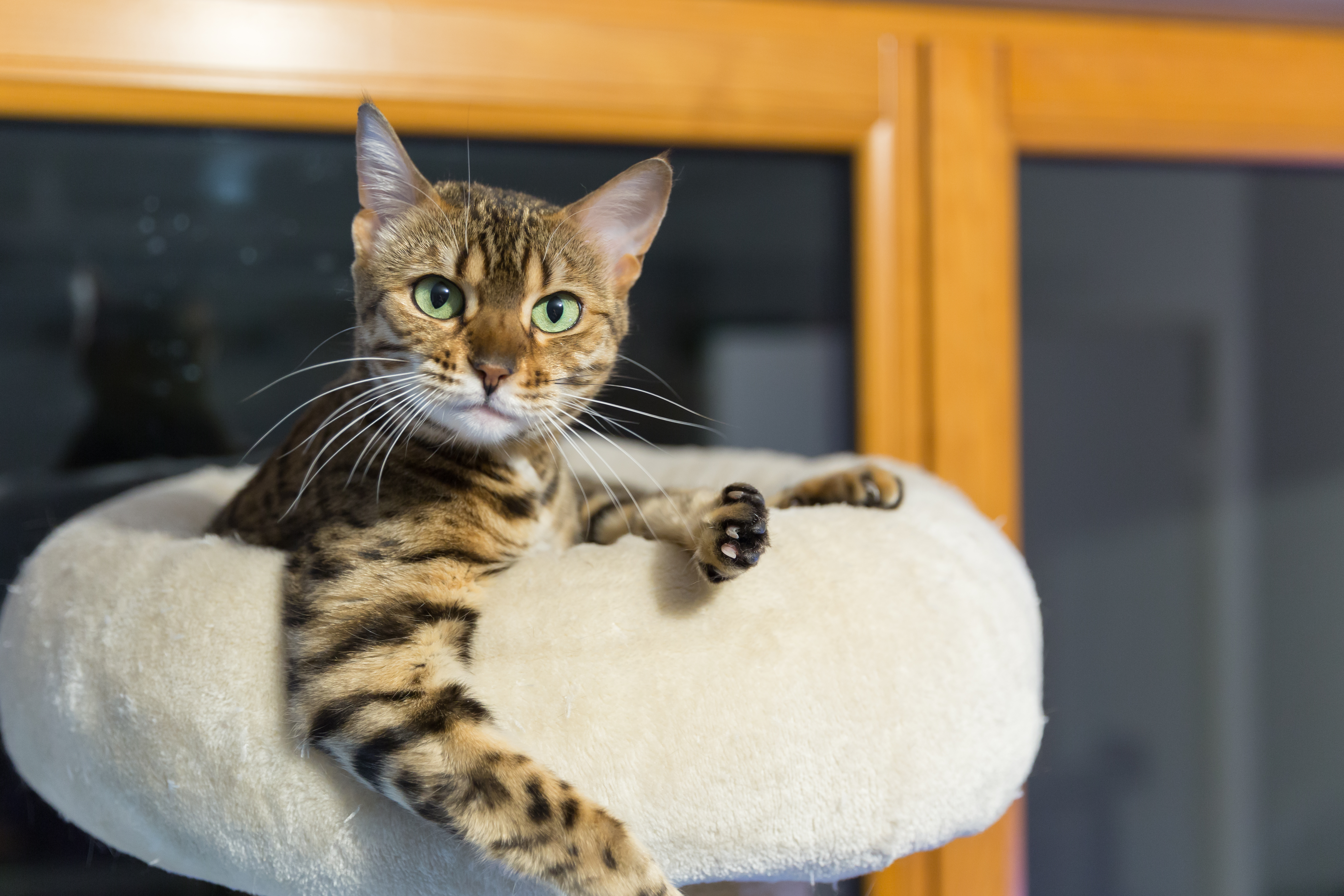
Jeune Bengal femelle de trois ans.

Sa tête en forme de triangle est plus longue que large et les côtés sont arrondis. Par rapport au corps, elle est assez petite mais ce trait ne doit pas être exagéré. Le but est que la tête du bengal se différencie le plus possible de celle d'un chat domestique et se rapproche des traits particuliers de son ancêtre sauvage. Le nez doit être long et large et sans stop, les pommettes hautes et bien saillantes. Le museau est fort avec des patons plus développés que la moyenne. Si l’on regarde un bengal de profil, le bout du menton doit être aligné sur le bout du nez. Les yeux sont bien espacés et grands. Ils sont de forme ovale, voire ronde. Les couleurs autorisées sont le vert, l’or, le bleu chez les colourpoint et l’aigue-marine chez les mink. Les teintes profondes et brillantes sont les plus appréciées. Les oreilles sont plutôt petites et courtes, avec une base large et un bout arrondi. Leur disposition doit être à égale distance entre le haut du crâne et les côtés de la tête. De profil, elles pointent vers l'avant. Les plumets au bout des oreilles sont découragés.

### Robe et fourrure
Le poil est court (bien que chez les chatons il soit parfois un peu plus long), il doit être doux et soyeux au toucher. Le poil est bien couché sur le corps.
La robe est le point le plus important chez le bengal puisqu’elle constitue son trait caractéristique. Les motifs acceptés sont le spotted tabby et le blotched tabby, généralement appelé marbled (blotched tabby modifié). Ces motifs se déclinent également avec les patrons mink, sépia et colourpoint. Les couleurs acceptées sont le noir (et ses dérivés comme le seal et le brun) et le bleu, en silver également. La couleur doit être la plus chaude possible, sauf chez les bengals snow dont la particularité est la couleur froide (bleue) de la robe (les motifs et patrons sont les mêmes) .
Toute tache blanche sur le corps est un motif éliminatoire en exposition, ainsi que des coussinets dont la couleur n’est pas accordée à la robe,.

#### Rosettes

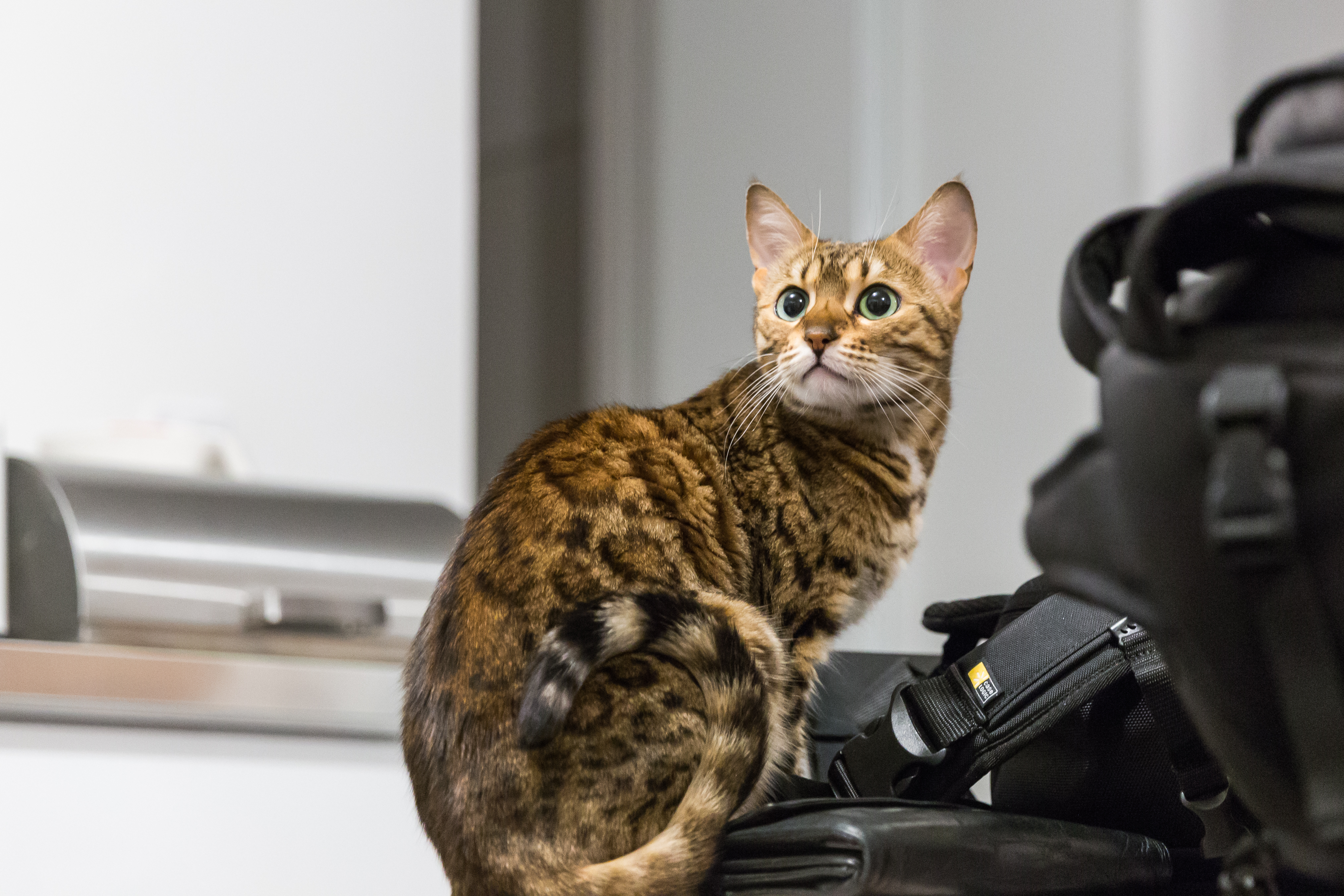
Jeune Bengal femelle de trois ans.

Il existe différents types de spots, du spotted tabby classique (tache noire) à la rosette fermée, parfois appelée donut :
- Les rosettes bicolores : les simples taches commencent à se modifier avec l'apparition d'une deuxième couleur. Les taches sont allongées et la partie la plus foncée est à l'arrière.
- Les rosettes en « pointe de flèche » : les taches sont pointues en direction de la queue. Le noir forme la pointe et encore un peu plus la partie claire.
- Les rosettes ouvertes : la partie claire de la tache, au centre, est entourée de noir. Le contour noir est toutefois interrompu par endroits et les taches sont de formes variées.
- Les rosettes fermées (ou donut) : la tache est plus ou moins ronde et complètement entourée de noir. Le centre est d'une couleur chaude plus foncée que la robe de base.

Ces dernières rosettes sont les plus recherchées et c'est ce à quoi tend l’évolution de la race. La race est encore en pleine évolution et le but est d'arriver à avoir des chats aux rosettes les plus fermées possibles.
Les bengals spotted tabby doivent avoir les épaules marbrées et les taches doivent descendre jusque sur les pattes et la queue et recouvrir le ventre. Le maquillage de la face propre aux chats tabby doit être marqué et le ventre, les patons, l’intérieur des pattes et la gorge doivent être de couleur claire.

#### Marble
La robe marble, dérivée du blotched tabby par une sélection humaine est une robe dont le motif « aile de papillon » ou « coquille d’escargot » est horizontalement allongé, se rapprochant du motif de la robe d’une panthère longibande. On recherche un contraste important entre la couleur de base du corps et celle des marbrures qui peuvent parfois être bicolores comme pour les rosettes.
Associé à la robe marble, le ventre doit être tacheté et la tête doit comporter le maquillage typique du tabby mais de façon très marquée. Le ventre, les patons, l’intérieur des pattes et la gorge doivent être de couleur claire.

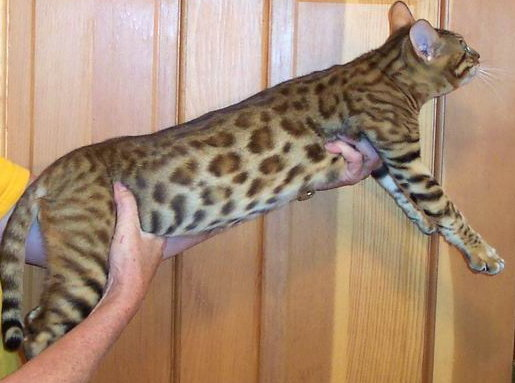
Exemple de rosettes ouvertes
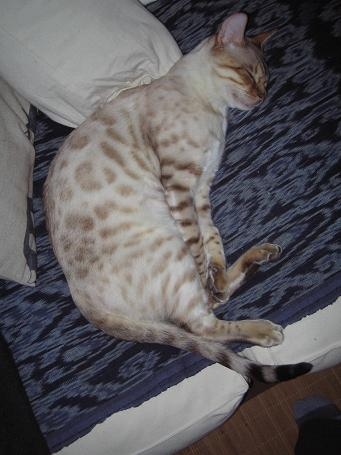
Bengal snow seal lynx point spotted tabby
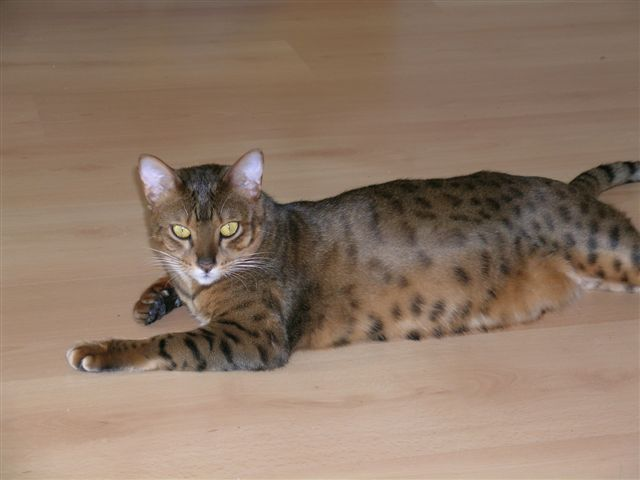
Spots simples
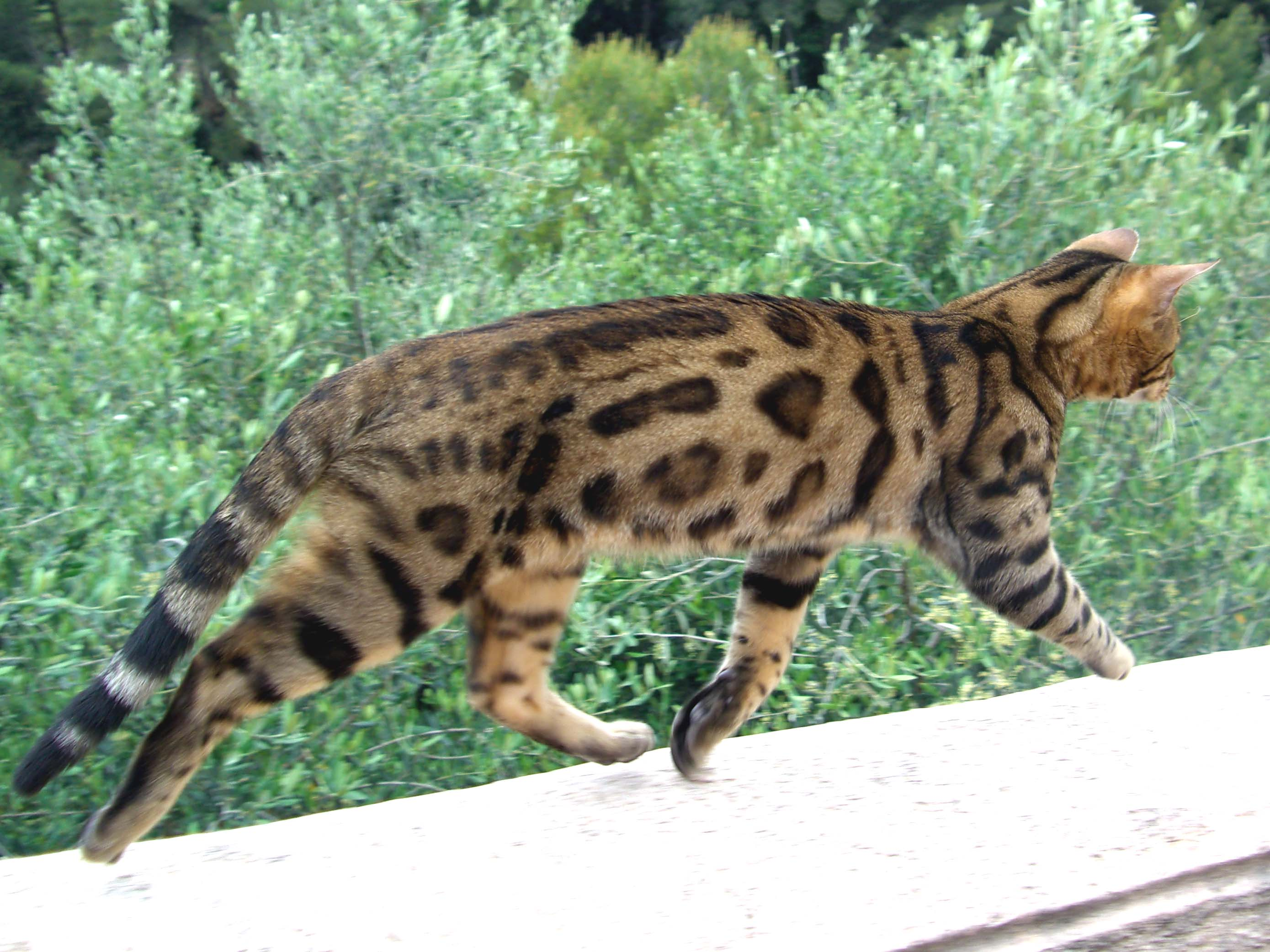
Des rosettes en pointe de flèche

## Caractère
C'est un chat vif et agile avec un corps d'athlète, intelligent, curieux mais aussi très affectueux, surtout avec les autres animaux et les êtres humains. Il peut apprendre facilement et s'adapte rapidement ; certains d'entre eux comprennent des mécanismes de base tels que des poignées de portes ou des interrupteurs. Ce chat aurait hérité de son ancêtre, le chat-léopard du Bengale, un attrait pour l'eau. Il est réputé sportif et bavard, certains de ses sons se rapprochant de ceux de grands fauves. Ces traits de caractère restent toutefois parfaitement individuels et diffèrent en fonction de l'histoire de chaque chat.

## Élevage

### Acquisition
Le prix d'un chaton peut varier de 800 à 3000 euros, en fonction de son pelage et de son pedigree. Les petits de type marble sont les plus accessibles tandis que les spotted peuvent atteindre les 2000 euros. Un chaton avec une ascendance réputée et des caractéristiques qui le désigneraient pour la reproduction sera lui à un coût élevé. Les chats adultes seront eux aux alentours des 300 euros.

### Règlementation et interdiction
En France, les hybrides F1 à F4 sont interdits dans les expositions félines et présentations du LOOF,.  
En Belgique, la région wallonne ne reconnaît pas le bengal comme chat domestique. Le ministre wallon chargé du bien-être animal, Carlo Di Antonio, a rappelé en 2016 qu’au regard de la loi les bengals sont considérés comme des hybrides de chats sauvages. Selon lui, l'élevage de cette race nécessiterait un apport régulier du patrimoine génétique d'individus sauvages, associé au risque de trafic d’animaux sauvages. Leur détention et leur élevage sont donc interdits dans cette région. Dans la région de Bruxelles-Capitale, en raison de leur fertilité limitée et d'un comportement réputé inadapté à la captivité, l'élevage, la détention et la commercialisation de bengal de génération F1 à F4 y sont interdites. À partir de la cinquième génération, la détention est autorisée. 
Aux Etats-Unis, ce chat est interdit à New York et à Hawaii, comme nombre d'autres races de chats issues de l’hybridation entre une espèce sauvage et un chat domestique. 